# Губанов (посёлок)
Губа́нов (Губаново) — посёлок в составе Вейнянского сельсовета Могилёвского района Могилёвской области Республики Беларусь.

## Географическое положение
Ближайшие населённые пункты: Вейно, Смоляков, Новосёлки.